# Koćmierzów (Sandomierz)
Koćmierzów – część miasta Sandomierza, położona w południowej części miasta, na prawym brzegu Wisły, do 1961 roku oddzielna wieś. Rozpościera się wzdłuż ulicy o nazwie Koćmierzów. Graniczy od północy z sandomierskimi Zarzekowicami, od południa z tarnobrzeską Wielowsią, a od wschodu ze wsią Trześń. Zachodnią granicę wyznacza nurt Wisły.
Nie mylić z wsią Koćmierzów, położoną na lewym brzegu Wisły, powiązanym historycznie z Królestwem Polskim, w przeciwieństwie z Koćmierzowem sandomierskim, należącym pod zaborami do Austro-Węgier.

## Historia
Jako część Galicji, Koćmierzów należał do powiatu tarnobrzeskiego. Jego położenie w równinie nadwiślańskiej sprawiło, że gleby tu były bardzo urodzajne. W XIX wieku mieszkało tu 222 ludzi.
Do 1934 stanowił odrębną gminę jednostkową, a od sierpnia 1934 gromadę w nowo utworzonej zbiorowej gminie Trześń w powiecie tarnobrzeskim w województwie lwowskim.
Po wojnie należał do województwa rzeszowskiego, stanowiąc jedną z 9 gromad gminy Trześń w powiecie tarnobrzeskim.
Jesienią 1954, w związku z reformą administracyjną kraju, Koćmierzów wszedł w skład nowo utworzonej gromady Wielowieś w powiecie tarnobrzeskim.
31 grudnia 1961 wyłączono go z gromady Wielowieś i włączono go do miasta Sandomierza w powiecie sandomierskim w woj. kieleckim.